# Heart of Midlothian FC
Heart of Midlothian F.C. (normalt bare kendt som Hearts) er en skotsk fodboldklub fra hovedstaden Edinburgh. Klubben spiller i landets bedste liga, den skotske Premier League, og har hjemmebane på Tynecastle Stadium. Klubben blev grundlagt i 1874, og har siden da vundet fire skotske mesterskaber, syv pokaltitler og fire Liga Cup titler.

## Titler
- Skotske Premier League (4): 1895, 1897, 1958 og 1960

- Skotske Pokalturnering (7): 1891, 1896, 1901, 1906, 1956, 1998 og 2006

- Skotske Liga Cup (4): 1955, 1959, 1960 og 1963

## Historiske slutplaceringer
| Sæson     | Niveau | Liga         | Placering | Kilde  |
| --------- | ------ | ------------ | --------- | ------ |
| 2025–2026 | 1.     | Premiership  | .         | [ 1 ]  |
| 2024–2025 | 1.     | Premiership  | 7.        | [ 2 ]  |
| 2023–2024 | 1.     | Premiership  | 3.        | [ 3 ]  |
| 2022–2023 | 1.     | Premiership  | 4.        | [ 4 ]  |
| 2021–2022 | 1.     | Premiership  | 3.        | [ 5 ]  |
| 2020–2021 | 2.     | Championship | 1.        | [ 6 ]  |
| 2019–2020 | 1.     | Premiership  | 12.       | [ 7 ]  |
| 2018–2019 | 1.     | Premiership  | 6.        | [ 8 ]  |
| 2017–2018 | 1.     | Premiership  | 6.        | [ 9 ]  |
| 2016–2017 | 1.     | Premiership  | 5.        | [ 10 ] |
| 2015–2016 | 1.     | Premiership  | 3.        | [ 11 ] |
| 2014–2015 | 2.     | Championship | 1.        | [ 12 ] |
| 2013–2014 | 1.     | Premiership  | 12.       | [ 13 ] |
| 2012–2013 | 1.     | Premiership  | 10.       | [ 14 ] |
| 2011–2012 | 1.     | Premiership  | 5.        | [ 15 ] |
| 2010–2011 | 1.     | Premiership  | 3.        | [ 16 ] |

## Kendte spillere
- Steven Pressley
- Paul Hartley
- Craig Gordon
- Gary Naysmith
- David Weir
- Edgaras Jankauskas
- Antti Niemi
- Rudi Skácel

## Danske spillere
- Mike Tullberg
- Danny Amankwaa